# 지장보살본원경 (보물 제966호)
지장보살본원경(地藏菩薩本願經)은 서울특별시 서초구, 구인사에 있는 조선시대의 목판본 불경이다. 1988년 12월 28일 대한민국의 보물 제966호로 지정되었다.

## 개요
지장보살본원경은 줄여서 ‘지장본원경’ 또는 ‘지장경’이라고도 부른다. 지장보살이 여러 방법으로 중생들을 교화하기 위하여 노력하고, 죄를 짓고 고통받는 중생들을 구제하려는 바램을 말씀하신 경전이다.
이 책은 당나라의 법등(法燈)이 번역한『지장보살본원경』권 상·중·하인데, 세종의 둘째딸인 정의공주가 죽은 남편 안맹담의 명복을 빌기 위해 예종 1년(1469)에 간행한 것이다. 나무에 새겨서 닥종이에 찍은 것으로 3권이 하나의 책으로 엮어져 있으며, 크기는 세로 31.8cm, 가로 20.5cm이다. 책 머리에는 불경의 내용을 요약하여 그린 변상도(變相圖), 기원하는 글을 적은 패(牌), 신중상(神衆像) 등이 묘사되어 있다. 책 끝의 발문(跋文:책의 내용이나 간행에 관계된 일을 간략하게 적은 글)은 김수온이 썼고, 목판에 새기는 일에는 권돈일, 사부귀, 고말종 등이 참여했다.
변상도와 본문 글씨를 새긴 솜씨가 뛰어나며, 조선시대 왕실 불교신앙의 한 유형을 살필 수 있는 자료이다.

## 참고 자료
- 지장보살본원경 - 국가유산청 국가유산포털